# Chico Brasil
Francisco de Assis Brasil, mais conhecido como Chico Brasil (Porto Alegre, 8 de outubro de 1974) é um acordeonista brasileiro. Faz parte do grupo de música gaúcha Os Monarcas desde 1992.

## Prêmios e indicações

### Prêmio Açorianos
| Ano  | Categoria                         | Indicação    | Resultado |
| ---- | --------------------------------- | ------------ | --------- |
| 2001 | Instrumentista de Música Regional | Chico Brasil | Indicado  |